# Бенин на Светском првенству у атлетици на отвореном 2015.
Бенин је четрнаести пут учествовао Светском првенству у атлетици на отвореном 2015. одржаном у Пекингу од 22. до 30. августа. Репрезентацију Бенина представљала је једна атлетичарка која се такмичила у трци на 800 метара.,.
На овом првенству Бенин није освојио ниједну медаљу, нити је постигнут неки рекорд.

## Учесници
Жене:
- Ноелије Јариго — 800 метара

## Резултати

### Жене
| Атлетичарка    | Дисциплина | Лични рекорд | Квалификације | Квалификације | Полуфинале            | Полуфинале            | Финале                | Финале       | Детаљи |
| Атлетичарка    | Дисциплина | Лични рекорд | Резултат      | Место         | Резултат              | Место                 | Резултат              | Место        | Детаљи |
| -------------- | ---------- | ------------ | ------------- | ------------- | --------------------- | --------------------- | --------------------- | ------------ | ------ |
| Ноелије Јариго | 800 м      | 2:00,51 НР   | 2:02,48       | 6. у гр 5     | Није се квалификовала | Није се квалификовала | Није се квалификовала | 35 / 44 (45) |        |